# Zezhang (köpinghuvudort i Kina, Shanxi Sheng, lat 35,72, long 111,16)
Zezhang är en köpinghuvudort i Kina. Den ligger i provinsen Shanxi, i den norra delen av landet, omkring 270 kilometer sydväst om provinshuvudstaden Taiyuan. Antalet invånare är 27 773. Befolkningen består av 13 770 kvinnor och 14 003 män. Barn under 15 år utgör 18,0 %, vuxna 15-64 år 73 %, och äldre över 65 år 8,0 %.
Runt Zezhang är det tätbefolkat, med 913 invånare per kvadratkilometer. Närmaste större samhälle är Fencheng, 15,6 km nordost om Zezhang. Trakten runt Zezhang består till största delen av jordbruksmark.
Genomsnittlig årsnederbörd är 635 millimeter. Den regnigaste månaden är juli, med i genomsnitt 164 mm nederbörd, och den torraste är december, med 3 mm nederbörd.